# Ali Idir
Ali Idir (ar. علي إدير ;ur. 22 grudnia 1966 w Bab El Oued) – algierski judoka. Olimpijczyk z Seulu 1988, gdzie zajął czternaste miejsce wadze ekstralekkiej.
Uczestnik mistrzostw świata w 1989 i 1991. Startował w Pucharze Świata w 1989 i 1990. Brązowy medalista igrzysk śródziemnomorskich w 1991 roku.

## Letnie Igrzyska Olimpijskie 1988
| Konkurencja | Eliminacje             | Eliminacje          | Klas. końcowa |
| Konkurencja | Przeciwnik I           | Przeciwnik II       | Miejsce       |
| ----------- | ---------------------- | ------------------- | ------------- |
| 60 kg       | Phil Takahashi (CAN) Z | József Csák (HUN) P | 14.           |